# Paweł Andrejew

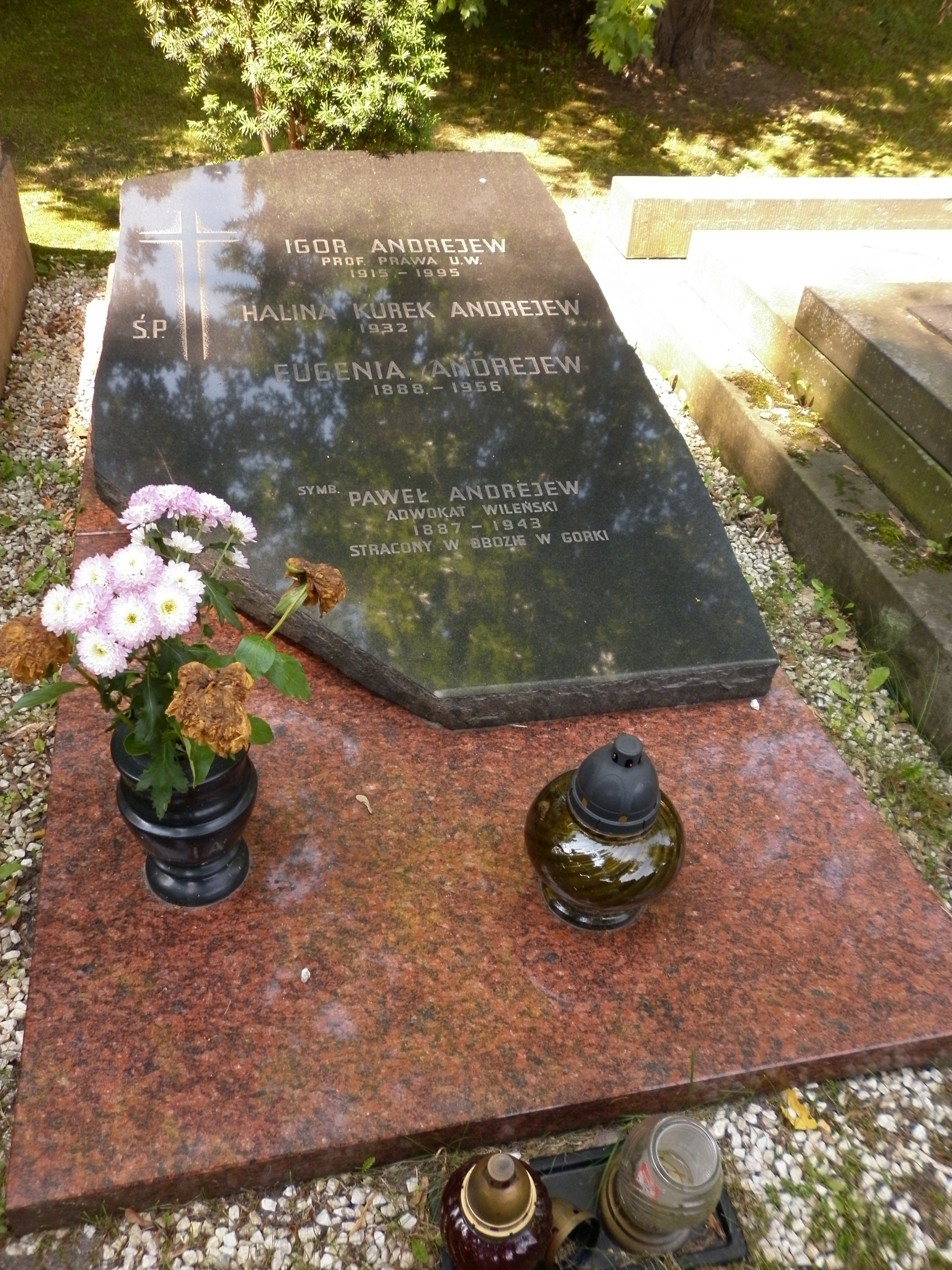
Grób Igora Andrejewa oraz symboliczny grób jego ojca Pawła Andrejewa na Cmentarzu Wojskowym na Powązkach

Paweł Andrejew (ur. 14 września 1887, zm. 16 marca 1942) – polski adwokat pochodzenia rosyjskiego działający w międzywojennym Wilnie, ojciec Igora Andrejewa.

## Życiorys
Urodził się w rodzinie adwokata Bazylego Andrejewa. Ukończył gimnazjum w Wilnie. Brał udział w strajkach szkolnych 1905 roku. Wychowywany przez ciotkę Piotrowską, był miłośnikiem kultury polskiej. Ukończył prawo na Petersburskim Uniwersytecie Państwowym. Od 1912 roku wpisany na listę adwokatów w Wilnie. W 1914 roku ożenił się z Eugenią Pochitonową, jedną z jedenastu córek dentysty w Wilnie, Mikołaja Pochitonowa.
Po ustanowieniu polskiej administracji w Wilnie, uzyskał renomę jednego z najlepszych adwokatów w mieście. Rozgłos uzyskał między innymi broniąc Borysa Kowerdy, zabójcy posła sowieckiego Piotra Wojkowa, w głośnym procesie w Warszawie w 1927 roku. Andrejew podkreślał w swojej mowie pobudki patriotyczne czynu Kowerdy, dziewiętnastoletniego ucznia gimnazjum rosyjskiego w Wilnie, syna działacza białogwardyjskiego.
Paweł Andrejew został aresztowany przez NKWD w Wilnie w październiku 1940 roku, podczas tzw. drugiej okupacji sowieckiej Wilna. Po ataku Niemiec hitlerowskich na Polskę Andrejew został 23 czerwca 1941 przewieziony w transporcie więźniów z więzienia na Łukiszkach w Wilnie w głąb Rosji i od 3 lipca 1941 osadzony w więzieniu numer 1 w Gorkim (nazwa od 1932 r.; przedtem i obecnie Niżny Nowogród), gdzie więziono wielu Polaków. W sierpniu 1941 roku większości uwięzionych udaje się wydostać do formowanej wtedy Armii Andersa, Andrejew pozostaje jednak w więzieniu.
W lutym 1942 roku wytoczono Andrejewowi proces zarzucając mu wrogie nastawienie do ZSRR. Po krótkim procesie 9 lutego 1942 Andrejew został skazany na karę śmierci, a jego odwołanie (proces sowiecki odbywał się bez adwokata) uwzględniono o tyle, że zmieniono paragraf podstawy skazania, ale nie sam wyrok. Paweł Andrejew został rozstrzelany w więzieniu w Gorkim 16 marca 1942. Nieznane jest miejsce jego pochówku. Po wojnie władze radzieckie przez szereg lat utrzymywały, że Paweł Andrejew został zwolniony z więzienia w czasie formowania Armii Andersa i wraz z Wojskiem Polskim ewakuował się do Pahlevi w Iranie.
Grób symboliczny Pawła Andrejewa znajduje się na Cmentarzu Wojskowym na Powązkach w Warszawie (kwatera A dod.-1-67). Akta NKWD dotyczące aresztowania, procesu oraz wykonania wyroku na Andrejewie są obecnie dostępne w Litewskim Archiwum Specjalnym (Lietuvos Ypatingasis Archivas) w Wilnie.